# Feldweg (Einheit)
Mit Feldweg gab Martin Luther in seiner Bibelübersetzung das griechische Wort „Stadion“ (στάδιον) wieder, das auch ein Längenmaß bezeichnet: „bey fünff Feldwegs“ (2 Makk 11,5 ), „sechzig Feldwegs weit“ (Lk 24,13 ), „dreissig Feldwegs“ (Joh 6,19 ), „tausent sechshundert Feldwegs“ (Off 14,20 ) und öfter. Dazu boten verschiedene, die Bibel und die biblischen Realien erläuternde Bücher verschiedene Umrechnungen in Maßeinheiten ihrer Zeit an.
Die King-James-Bibel übersetzte „Stadion“ mit Furlong.
Aus Luthers Übersetzung von „Stadion“ entstand die Annahme, „Feldweg“ sei ein antikes Längenmaß gewesen. So gibt Karl Josef Jurende in seinem Lexikon der Münzen, Maasse und Gewichte aller Länder der Erde (ohne eine Quelle) an: „Feldweg, ein Längenmaß der Alten, welches 125 Schritte hielt“.